# 印度报业托拉斯

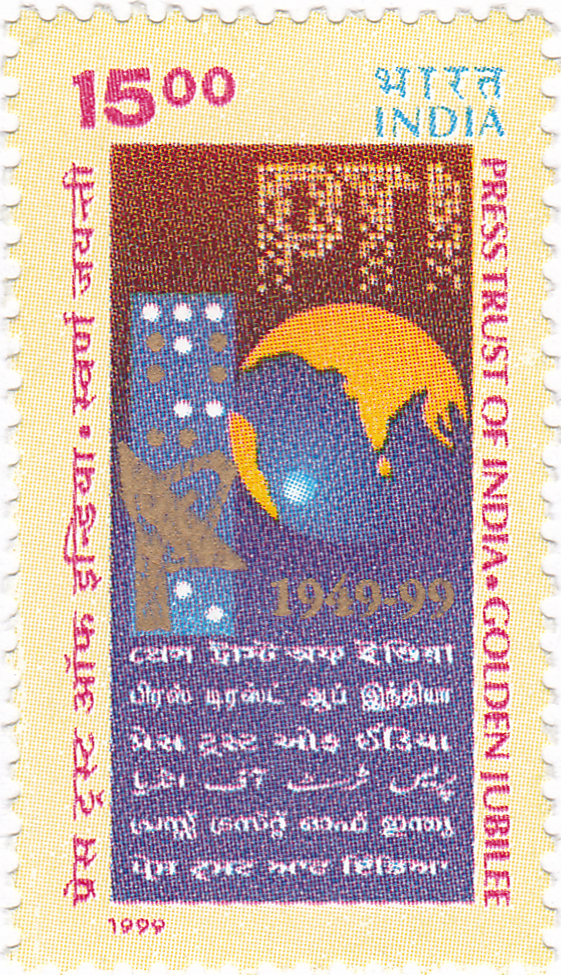
1999年印度发行的印度报业托拉斯成立50周年纪念邮票

印度报业托拉斯（简写为भाषा，简写为PTI），印度最大的通讯社，属半官方性质的通讯社，总社设在印度孟买，但总编辑部在新德里。
印度报业托拉斯的前身是1910年成立的印度联合新闻社，1919年成为路透社的附属机构。印度从英国获得独立后，印度报业托拉斯于1947年8月27日成立，成立后兼并印联合通讯社和路透社印度支社，于1949年元旦开业。1976年与其他3家通讯社合并为萨马查尔通讯社（समाचार，Samachar）。1977年11月，萨马查尔通讯社因内部矛盾而导致解散，印度报业托拉斯又恢复工作。
印度报业托拉斯在国内设有132个分社，并在北京、纽约、伦敦、莫斯科、哈拉雷等地设有国外分社，在东京、华盛顿、波恩、维也纳、首尔、曼谷等城市设有兼职记者，员工约1500人，国内新闻稿订户450家，与新华社、路透社、法新社等100多家外国新闻机构签有新闻交流协议，向1400多家订户提供印地语和英语新闻和专稿。为亚洲－太平洋通讯社组织成员。